# レイマン
レイマン（Rayman）はユービーアイソフトのゲームのキャラクターであり、同社のマスコットである。1992年にグラフィックデザイナーのMichel Ancelによって生み出された。
日本国外ではプロトタイプとして、SNES版が開発された。
日本では1995年から2001年にかけてレイマンシリーズのタイトルがリリースされた。その後2006年に日本国内でレイマンの新作が発表されたが、日本版タイトルには「レイマン」の名は付けられず『ラビッツ・パーティー』に変更された。
2012年、発売元のユービーアイソフトの創業25周年記念作品として、日本においても再び「レイマン」の名を冠する作品『レイマン オリジン』が発売された。
番組『きんだーてれび』内で本シリーズの登場人物であるラビッツ達を主人公にしたアニメが放送されている。

## メインシリーズ作品
レイマン（Rayman）

PlayStation版 1995年9月22日発売, 5,800円（税別）
セガサターン版 1995年11月17日発売, 5,800円（税別）
pocket PC版 2001年8月15日
PSP / PS3 / PS Vita版 ゲームアーカイブス / 2012年4月11日配信 617円（税込）
日本国外ではWindows、GBA、DS、アタリ ジャガー向けにも発売。
開発元：Ubisoft Montpellier 、Digital Eclipse
レイマン ミスター・ダークの罠（Rayman）
ゲームボーイカラー 2000年3月24日発売, 4,800円 (税別)
ニンテンドー3DS版 バーチャルコンソール / 2012年7月25日配信 617円（税込）
開発元：Ubisoft Montpellier、Ubisoft Paris、Gameloft
レイマン クラシック（Rayman Classic）
iOS、Androidで配信
2015年10月19日配信, 600円（税込）
レイマン生誕20周年記念として配信された、1作目の移植作品。
レイマン海賊船からの脱出（Rayman 2 The Great Escape）

ドリームキャスト 2000年3月23日発売, 6,090円（税込）※Nintendo 64版は発売中止
日本国外ではNintendo 64、Windows、DS、ニンテンドー3DS向けにも発売 ※セガサターン版は発売中止
開発元：Ubisoft
iOSではGameloftが配信。(現在は配信停止)
レイマン レボリューション（Rayman Revolution）
PlayStation 2 2001年5月31日発売, 6,800円（税別）
開発元：Ubisoft
レイマン海賊船からの脱出をリメイクしたもの。
Rayman 3 Hoodlum Havoc

日本未発売
日本国外ではGC、PS2、Xbox、PC、Mac、GBA、Mobile、N-Gageで発売
Rayman 3 HD
PS3、Xbox 360で発売
レイマン オリジン（Rayman Origins）

PS3、PS Vita、3DS、PCで発売
2012年7月19日発売, 2,500円（税別）※一度発売日が変更されている。
日本国外ではWii、Xbox 360向けにも発売。
開発元：Ubisoft Montpellier
レイマン レジェンド（Rayman Legends）
Wii U、PS3、Xbox 360、PS Vita、Windows、PS4、Xbox One、Nintendo Switchで発売
2013年10月17日発売, 5,985円（税込）
販売：任天堂（Wii U版）
開発元：Ubisoft Montpellier、任天堂（Wii U版）
発表当初はWii U独占だったが、『ZombiU』の販売不振を受けて撤回し、PS3やXbox 360も含めたマルチ展開が発表された。

## ラビッツ作品
ラビッツ・パーティー（Rayman Raving Rabbids）
Wii 2006年12月14日発売,
日本国外ではWii,GBA,PS2,PC,DS,Xbox 360で発売
開発元：Ubisoft Montpellier
ラビッツ・パーティー リターンズ（Rayman Raving Rabbids 2）
Wii 2007年12月6日発売,
日本国外ではWii、DS、PCで発売
開発元：Ubisoft Paris
ラビッツ・パーティーTVパーティー（Rayman Raving RabbidsTV Party）
Wii、DS 2009年1月22日発売,
日本国外ではWii、DSで発売
開発元：Ubisoft Paris
ラビッツ・ゴー･ホーム（Rabbids Go Home）
Wii 2009年11月26日発売,
開発元：Ubisoft Montpellier
日本国外ではWii、DS、PCで発売
ラビッツ・パーティータイム・トラベル（Raving RabbidsTravel in Time）
Wii、ニンテンドー3DS 2011年1月27日発売
日本国外ではWii、3DSで発売
開発元：Ubisoft Paris
Rabbids Alive & Kicking
日本未発売
日本国外ではXbox 360で発売
開発元：Ubisoft Paris
Rabbids Rumble
日本未発売
日本国外ではニンテンドー3DSで発売
開発元：Ubisoft Paris
ラビッツランド（Rabbids Land）
Wii U 2013年6月6日発売
開発元：Ubisoft Paris
日本国外ではWii Uで発売
マリオ+ラビッツ キングダムバトル（Mario + Rabbids Kingdom Battle）
Nintendo Switch 2018年1月18日発売
開発元：ユービーアイソフト
日本国外ではNintendo Switchで発売
マリオシリーズとのコラボレーション作品。ジャンルはシミュレーションRPG。東アジアでの販売は任天堂が行った。
マリオ+ラビッツ ギャラクシーバトル（Mario + Rabbids Sparks of Hope）
Nintendo Switch 2022年12月2日発売
開発元：ユービーアイソフト
日本国外ではNintendo Switchで発売
キングダムバトルの続編。前作同様に東アジアでの販売は任天堂が行った。

## スピンオフ作品
Rayman Junior
日本未発売、PS、PC
Rayman Brain Games

日本未発売、PS
Rayman Arena/Rayman M

日本未発売、PS2、GC、Xbox、PC
Rayman Rush
日本未発売、PS
Rayman Golf
携帯電話
レイマン ジャングル ラン（Rayman Jungle Run）

iOS、Android、Windows RTで配信
2012年7月19日配信, 250円
開発元：Ubisoft Montpellier、Pastagames
レイマン フィエスタ ラン

iOS、Android、Windows RTで配信
2013年11月7日配信, 360円
開発元：Ubisoft Montpellier
レイマン アドベンチャー（iOS、Android）
2015年12月3日配信, 無料
開発元：Ubisoft Montpellier
アメリカ版タイトル "Rayman Adventures"
レイマン生誕20周年記念として配信された作品。

## アニメ
『ラビッツ インベージョン＠きんだーてれび』のタイトルで本シリーズの登場人物のラビッツ達を主人公にした『きんだーてれび』内のアニメが存在する。

### スタッフ
- 製作 - Ubisoft Motion Pictures[2]
- ディレクター - 山中綾乃[2]
- 制作協力 - ソラビッタデザインズ[2]